# 南川冠唇花
南川冠唇花（学名：Microtoena prainiana）为唇形科冠唇花属下的一个种。

## 扩展阅读
- 維基物種上的相關：南川冠唇花